# Dunajská Streda
Dunajská Streda (Húngaro: Dunaszerdahely, Alemão:Niedermarkt, Português:Quarta-feira de danúbio) é uma cidade no sul da Eslováquia, capital do distrito de Dunajská Streda, região de Trnava. Dunajská Streda é a mais importante cidade da região de Zitny Ostrov (Csallóköz).

## História
De acordo com provas arqueológicas o território desta cidade foi habitado no Neolítico, Idade do Bronze e Idade Média. Os Magiares chegaram no final do século IX e a região de Csallóköz fazia parte do Reino da Hungria desde 1001. O nome de Zerdahel foi pela primeira vez mencionado em 1284 em 1284 e significa "mercado de quarta-feira" em língua húngara. Na Idade Média e Idade Moderna Dunaszerdahely foi uma pequena cidade com mercado no norte do condado de Pozsony e um centro administrativo para as cidades das vizinhas. Em 1874, foi aglutinada por outras pequenas povoações vizinhas. A população tem sido quase exclusivamente de origem húngara: (dos 23 519 h. eram 18 756 húngaros e 3 588 eslovacos em 2001). Em 1918 foi ocupada pelas tropas checoslovacas e tornou-se parte da República da Checoslováquia através do Tratado de Trianon em 1920. Entre 1938 e 1945 Dunaszerdahely fez parte da Hungria, mas depois da Segunds Guerra Mundial foi anexada pela Checoslováquia. Em 1947-1948 parte da população viu-se forçada a emigrar para a Hungria de acordo com a troca de populações húngara e checoslovaca. Na era do socialismo a cidade sofreu uma rápida modernização e industrialização. Actualmente é um dos centros da minoria húngara que reside na Eslováquia.

## Demografia
| Ano:        | 1994   | 2004   | 2014   | 2024   |
| ----------- | ------ | ------ | ------ | ------ |
| Broj ljudi: | 23 797 | 23 562 | 22 553 | 22 826 |
| Razlika:    |        | -0,98% | -4,28% | +1,21% |

| Ano:               | 2023   | 2024   |
| ------------------ | ------ | ------ |
| Número de pessoas: | 22 892 | 22 826 |
| Diferença:         |        | -0,28% |

## Testemunhos
- A Igreja católica de Nossa Senhora foi fundada em 1341 e reconstruída no estilo gótico em 1541. Mais tarde seria reconstruída em estilo barroco no final do século XVIII. Em frente da igreja existe um memorial para a Revolução Húngara de 1848-1849.

- A igreja evangélica foi construída em 1883 no estilo neo-românico. Existe uma nova igreja reformada (1996).

- A sinagoga judaica foi destruída por uma bomba em 1945,  as ruínas forma removidas em 1955. Existe ali um memorial ao Holocausto.

- O Castelo Amarelo foi edificado pela família Kondé em 1770 e reconstruída em estilo neoclássico no século XX. Hoje alberga o Museu Csallóköz.

## Pessoas famosas
- Ármin Vámbéry, orientalista